# John Hewie
John Davison Hewie, couramment appelé John Hewie, est un footballeur international puis entraîneur écossais, né le 13 décembre 1927, à Pretoria en Afrique du Sud, de parents écossais, et mort le 11 mai 2015. Il évoluait principalement au poste d'arrière gauche et est connu pour avoir joué 17 saisons à Charlton Athletic.
Il compte 19 sélections pour 2 buts inscrits en équipe d'Écosse.

## Biographie

### Carrière en club
Natif de Pretoria en Afrique du Sud de parents écossais, il montre de très bonnes dispositions pour le tennis et le hockey en plus du football qu'il choisira finalement. Il joue d'abord pour des clubs d'entreprises à Pretoria, avant de signer pour Arcadia Shepherds ce qui lui permit d'éveiller l'intérêt du club anglais de Charlton Athletic qui a déjà fait signer plusieurs joueurs originaires d'Afrique du Sud. 
Il passe 17 saisons en sein du club du sud de Londres, pour presque 500 matches de championnat, au cours desquels il sera amené à jouer à pratiquement tous les postes, y compris gardien de but à quatre occasions, pour remplacer le gardien habituel, Mick Rose, qui était blessé.
À la fin de sa carrière, il occupa un poste d'entraîneur-joueur pour l'équipe anglaise de Bexley United F.C. (en) puis pour l'équipe sud-africaine d'Arcadia Shepherds. Il resta vivre en Afrique du Sud jusqu'en 1990, date à laquelle il retourna en Angleterre, à Spalding (Lincolnshire). Il continue de suivre les résultats de Charlton Athletic et assistent encore quelques fois à des rencontres de son club de cœur.

### Carrière internationale
Sélectionnable pour l'équipe d'Écosse de par l'origine de ses parents, John Hewie mit pour la première fois le pied en Écosse pour y jouer un match avec l'équipe B d'Écosse (en) en 1953.
Par la suite, John Hewie reçoit 19 sélections pour l'équipe d'Écosse (la première, le 14 avril 1956, pour un match nul 1-1, à l'Hampden Park de Glasgow, contre l'Angleterre en British Home Championship, la dernière le 4 mai 1960, pour une défaite 2-3, à l'Hampden Park de Glasgow, contre la Pologne en match amical). Il inscrit 2 buts lors de ses 19 sélections.
Il participe avec l'Écosse à la Coupe du monde 1958, éliminatoires de la Coupe du monde 1958 et aux British Home Championships de 1956, 1957 et 1960.

#### Buts internationaux
| no | Date           | Lieu                  | Adversaire      | Évolution | Score final | Compétition                     |
| -- | -------------- | --------------------- | --------------- | --------- | ----------- | ------------------------------- |
| 1  | 8 mai 1957     | Hampden Park, Glasgow | Espagne         | 2-1       | 4-2         | éliminatoires Coupe du monde 58 |
| 2  | 3 octobre 1959 | Windsor Park, Belfast | Irlande du Nord | 2-0       | 4-0         | British Home Championship       |